# Habsburg–Lotaringiai Károly Lajos tescheni herceg
Habsburg–Tescheni Károly Lajos (született Habsburg–Lotaringiai Károly Lajos főherceg, teljes nevén Károly Lajos János József Lőrinc, németül: Karl Ludwig von Österreich-Teschen; Firenze, 1771. szeptember 5. – Bécs, 1847. április 30.), a Habsburg–Lotaringiai-házból származó osztrák főherceg, II. Lipót német-római császár és Spanyolországi Mária Lujza gyermeke, aki Teschen első hercege, császári tábornagy, a napóleoni háborúk jelentős hadvezére és hadszervezője, továbbá katonai szakíró, az Osztrák–Németalföld kormányzója a fleurusi csatavesztésig (1794), valamint a Német Lovagrend 54. Nagymestere. A Habsburg–Tescheni ág megalapítója.

## Élete

### Származása, testvérei
Károly főherceg 1771. szeptember 5-én született Firenzében, a Toszkánai Nagyhercegség fővárosában, a Poggio Imperiale kastélyban. Édesapja a Habsburg–Lotaringiai-házból való Lipót toszkánai nagyherceg (1747–1792), a későbbi II. Lipót osztrák főherceg, német-római császár, magyar és cseh király, édesanyja a Bourbon-házból való Mária Ludovika spanyol infánsnő (María Luisa de España, 1745–1792), később német-római császárné volt. Károly főherceg az uralkodópár 16 gyermeke közül ötödikként született. A felnőttkort megérő testvérek:
- Mária Terézia Jozefa főhercegnő (1767–1827), aki I. Antal szász királyhoz ment feleségül.
- Ferenc József Károly főherceg (1768–1835), a későbbi II. Ferenc német-római császár, I. Ferenc néven osztrák császár, magyar és cseh király.
- Ferdinánd József János főherceg (1769–1824), később III. Ferdinánd néven Toszkána nagyhercege.
- Mária Anna Ferdinanda főhercegnő (1770–1809), a prágai Szent Teréz apácakolostor főapátnője.
- Károly főherceg (1771–1847) tábornagy, Teschen hercege, Napóleon legyőzője az asperni csatában.
- Sándor Lipót főherceg (1772–1795), 1790-től haláláig Magyarország nádora.
- József Antal János főherceg (1776–1847), 1795-től haláláig Magyarország nádora (József nádor).
- Mária Klementina főhercegnő (Maria Klementine von Österreich) (1777–1801), aki Ferenc nápoly–szicíliai trónörököshöz ment feleségül.
- Antal Viktor főherceg (1779–1835), Köln püspöke, 1816–1828-ig a Német Lovagrend Nagymestere.
- János főherceg (1782–1859) tábornagy, a „stájer herceg”.
- Rainer József főherceg (1783–1853) tábornagy, a Lombard–Velencei Királyság alkirálya.
- Lajos főherceg (1784–1864) tábornagy, 1836–1848-ig az Államkonferencia vezetője.
- Rudolf főherceg (1788–1831) bíboros, Olmütz hercegérseke, Beethoven mecénása.

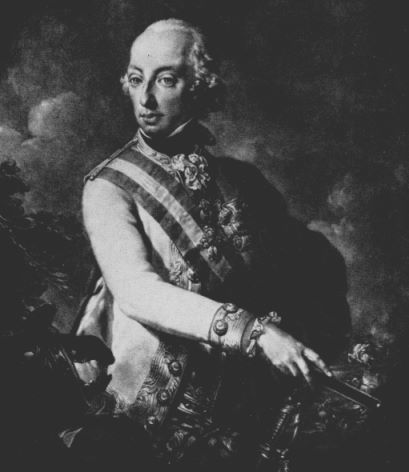
Károly főherceg, császári tábornok

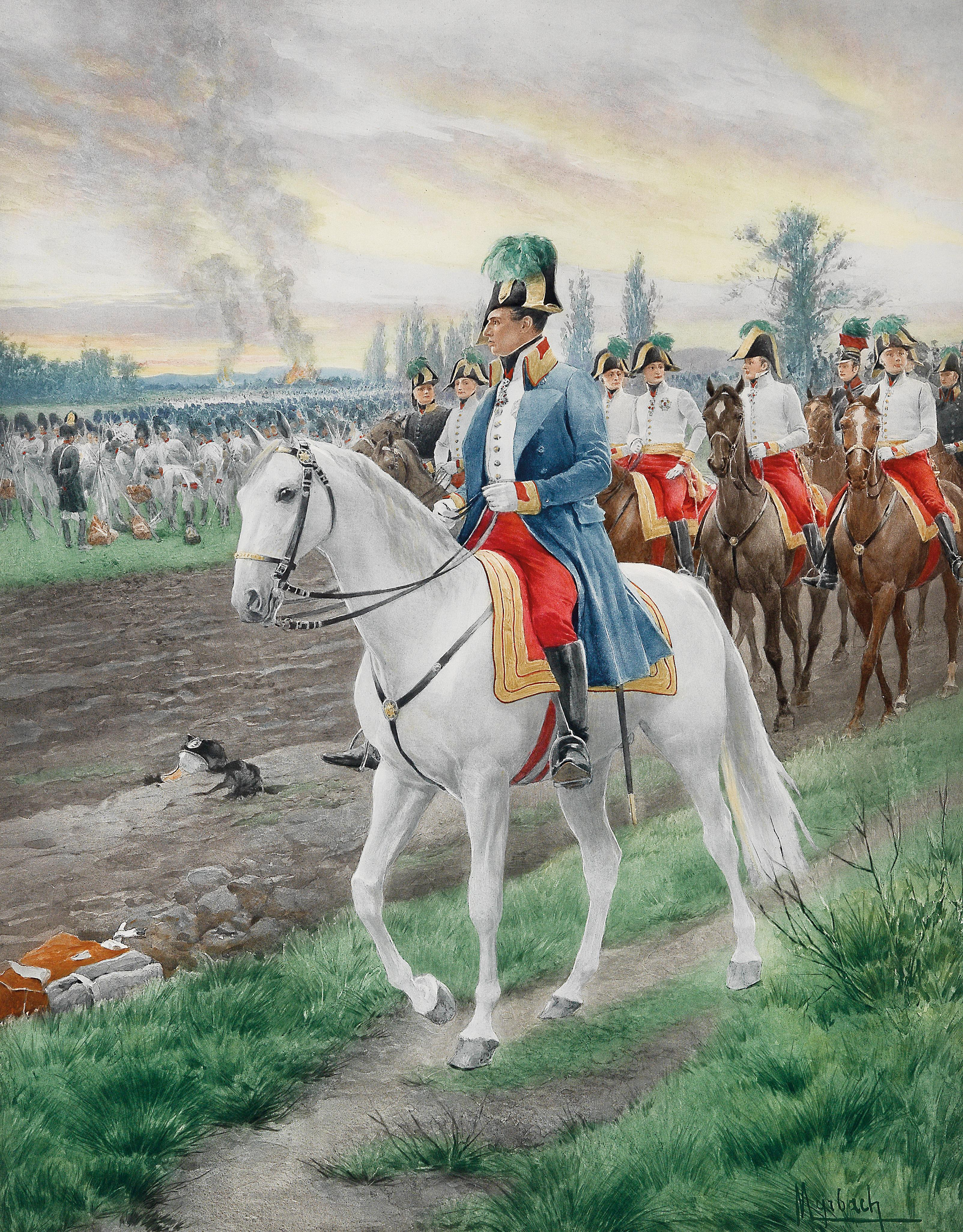
Károly főherceg a vezérkarával 1809-ben.

### Ifjúkora, pályájának kezdete
Károly főherceg ifjúkorát Firenzében, apja nagyhercegi udvarában töltötte. Nagykorúságának elérésekor az Aranygyapjas rend lovagjává ütötték. Édesapja, Habsburg Lipót főherceg, Toszkána nagyhercege 1790-ben visszatért Bécsbe, hogy elhunyt bátyja, II. József császár örökébe lépjen, II. Lipót néven.
Károly főherceg epilepsziában szenvedett, ezért szülei előbb papnak szánták, de érdeklődése a katonai pálya felé vonzotta. 1792-ben szülei, a császár és a császárné meghaltak. A német-római császári címet Károly legidősebb bátyja, Ferenc József főherceg örökölte, II. Ferenc néven. Az árva Károly főherceget gyermektelen nagynénje, Habsburg–Lotaringiai Mária Krisztina főhercegnő és annak férje, Albert Kázmér szász–tescheni herceg fogadták örökbe, akik Bécsben neveltették, tiszteletben tartva a katonai pálya iránti vonzalmát. Károly Bécsben haditudományokat tanult, élete ezután császári bátyja szolgálatában telt.
1793–94-ben a 21 éves Károly főherceg a Habsburg fennhatóság alatt álló Németalföld császári helytartója és főkormányzója (Statthalter und Generalgouverneur) lett. A francia forradalom elleni első koalíció keretében felvette a harcot a francia hadsereggel. 1792 novemberében dandárparancsnokként részt vett a jemappes-i csatában (a mai Belgium területén), és az 1793. március 18-i neerwindeni győztes ütközetben. Altábornagyi rangot kapott. 1794-ben kitüntetéssel harcolt Frigyes Józsiás szász-coburg-saalfeldi herceg parancsnoksága alatt az aldenhoveni csatában. Hamarosan táborszernaggyá lépett elő. A fleurusi csatavesztés nyomán azonban Ausztriának fel kellett adnia a Dél-Németalföldet, amely az 1797-es Campo Formió-i békeszerződés alapján Franciaországhoz került.

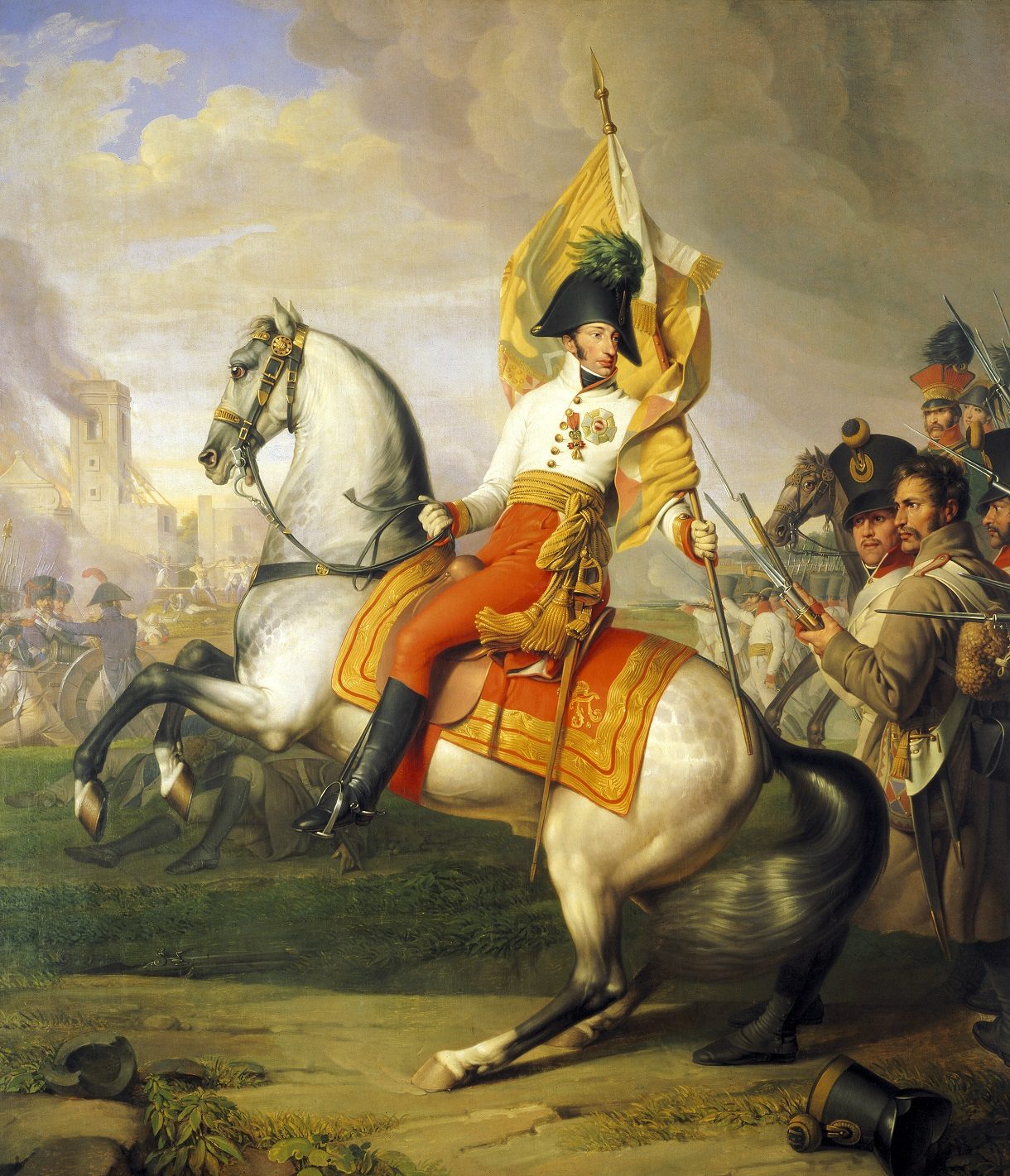
Károly főherceg az asperni csatában (Johann Peter Krafft (1780–1856) festménye.

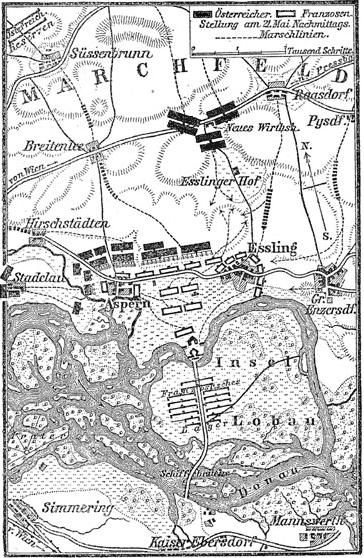
Az asperni csata térképe (Meyers Konversations-Lexikon, 1888.

### A napóleoni háborúk hadvezére
Az 1795-ös évet Károly Bécsben töltötte, megromlott egészsége miatt. 1796. február 10-én a császár Clerfayt gróf tábornagy helyére őt nevezte ki birodalmi tábornaggyá (Reichsfeldmarschall), azaz a rajnai császári haderő főparancsnokává. A Jourdan és Moreau francia tábornokok ellen 1796-ban vezetett sikeres hadműveletei Európa legtehetségesebb tábornokai közé emelték. Először óvatosan visszahúzódott Moreau elől, elkerülve a döntést, majd elvonult a hadszíntérről, légüres teret hagyva Moreau előtt. Az ambergi és a würzburgi csatákban sikeres támadásokat vezetett Jourdan hadserege ellen. Nagy veszteségeket okozva visszaűzte a franciákat a Rajnán túlra. Ezután Moreau csapatai ellen fordult, legyőzte, és kiszorította őket Németországból.
1797-ben Itáliába küldték azzal a megbízással, hogy állítsa meg Napóleon győzelmes előrenyomulását. Meghátrálásra kényszerült, de nagy ügyességgel vezette csapatai visszavonulását. Az 1799-es dél-németországi hadjáratban ismét Jourdan tábornokkal került szembe. Az osterachi, majd az első stockachi csatában (1799. március 25-én) Károly megverte ellenfelét, majd győzelmét kihasználva benyomult Svájcba. Az első zürichi csatában (1799. június 4–7) szétverte az ellene vonuló Masséna tábornok csapatait, aztán ismét Németországba vonult, és a Rajnán túlra szorította a francia csapatokat. Miután azonban az oroszok kiléptek a második koalícióból, Napóleon ismét felülkerekedett.
Gyenge egészsége miatt Károly visszatért Csehországba, hamarosan azonban ismét csatába kellett vonulnia, hogy megállítsa a Bécs ellen vonuló Moreau tábornokot. Az 1800. december 3-án a hohenlindeni csatában (Felső-Bajorországban) azonban az osztrákok, akiknek főparancsnoka Károly öccse, János főherceg volt, súlyos vereséget szenvedtek. Az utóvédet irányító Schwarzenberg herceg fedezte a visszavonulást. Károly főherceg Steyrben kénytelen volt fegyverszünetet kérni Napóleontól. Személyes népszerűsége mégsem hanyatlott. Az 1801 februárjában megkötött lunéville-i békeszerződés után Ferenc császár Károly főherceget nevezte ki az Udvari Haditanács (Hofkriegsrat) elnökévé. Az 1802-es regensburgi Birodalmi Gyűlés határozatba tette, hogy szobrot emelnek tiszteletére, és a „Haza Megmentője” címet adományozták neki, Károly azonban mindkét megtiszteltetést visszautasította. 1801–04 között ő töltötte be a Német Lovagrend Nagymesterének tisztségét is.
A rövid életű harmadik koalíció idején, az Ausztria számára katasztrofális 1805. év során Károly főherceg a Birodalom főerejét képező itáliai hadsereg parancsnoka lett, egyik alparancsnoka Joseph Wenzel Radetzky tábornok volt. Károly főherceg a caldierói csata során elkeseredett harcban legyőzte Masséna tábornokot. Az események azonban úgy hozták, hogy a döntő hadműveletek Németországban zajlottak. Itt Mack tábornoknak a Dunánál elszenvedett vereségei és az egyesült orosz-osztrák haderő 1805. december 2-i austerlitzi csatavesztése nyomán ismét Napóleon kerekedett felül. Az 1805. december 26-án megkötött pozsonyi békeszerződés értelmében II. Ferencnek le kellett mondania német-római császári címéről, ez formálisan is a Német-római Birodalom megszűnését jelentette.
A háborút követő békeévekben a legfontosabb feladat a hadsereg újjászervezése volt. Ausztria nem vett részt a Napóleon elleni negyedik koalícióban. 1806-ban Ferenc császár – immár mint I. Ferenc, Ausztria császára – öccsét, Károly főherceget, az egyetlen osztrák tábornagyot, aki csatában meg tudta verni Napóleont, kinevezte a Birodalom főhadparancsnokává (Generalissimus) és teljhatalmú hadügyminiszterévé. Károly jelentős reformokat hajtott végre a császári haderőben. Eltörölte az életfogytig tartó katonai szolgálatot, felállította az osztrák Véderőt (Landwehr), kialakította a népfelkelés (Landsturm) rendszerét, bevezette a haderő hadtestekbe szervezését. Elvetette az alkalmatlannak bizonyult, elavult 18. századi haderőszervezési elveket, az osztrák szárazföldi hadsereget a francia hadiszervezet mintájára építette fel. Minden hadszíntéren fel- és elismerte a nép kiképzett fiaiból álló, lelkes és harcra motivált új hadseregek és a dinasztiák által fenntartott zsoldos haderők hatékonysága közötti döntő különbséget. Tanulmányozta a franciák által alkalmazott taktikai műveleteket, és tábornokait is ezek alkalmazására oktatta. Spanyol hazafias körök felajánlották neki Spanyolország koronáját, ez a császár neheztelését vívta ki. Károly – aki legfontosabb feladatának az osztrák birodalom erősítését tartotta – elutasította a spanyol trónt.
A haderőszervezés még nagy erővel folyt, amikor 1809-ben ismét kitört a háború. Az ötödik koalícióban Ausztria szövetségese, Nagy-Britannia főleg a tengeren ténykedett, szárazföldön csak kisebb hadműveleteket folytatott. Az osztrák császári haderő egyedül állt szemben Napóleonnal. A még csak félig felállt új hadszervezet és az új főhadparancsnok eredményesebb ellenállást tanúsított, mint a régi hadsereg, de Ausztria így is vereségre volt kárhoztatva. Az eckmühli kudarc, a Regesnburg körüli vesztes csatározások következtében Károly főherceg Csehországba húzódott vissza hadseregével. A franciák május 13-án ismét bevonultak Bécsbe. Napóleon 90 000 főnyi serege a Duna jobb partján állt. A bal partot a Csehország felől visszaérkező Károly főherceg hadserege szállta meg. 1809. május 21–22-én a (ma Bécshez tartozó) Aspern és Essling térségében lezajlott asperni csatában Károly nagy győzelmet aratott, megakasztotta Napóleon előrenyomulását kelet felé. Ezt azonban a győri csatavesztés követte. Július 5–6-án a véres wagrami csata az osztrákok teljes vereségével végződött. A két nagy csatában Károly főherceg több, mint 50 000 főnyi veszteséget okozott Napóleonnak. Ausztria a schönbrunni békediktátumot kényszerült aláírni.
A wagrami vereség nyomán a Károly lemondott főhadparancsnoki tisztségéről, és visszavonult a katonai pályáról. Egyes források szerint Ferenc császár váltotta le, mert Károly a vereség után túl hamar kezdett béketárgyalásokba Napóleonnal.

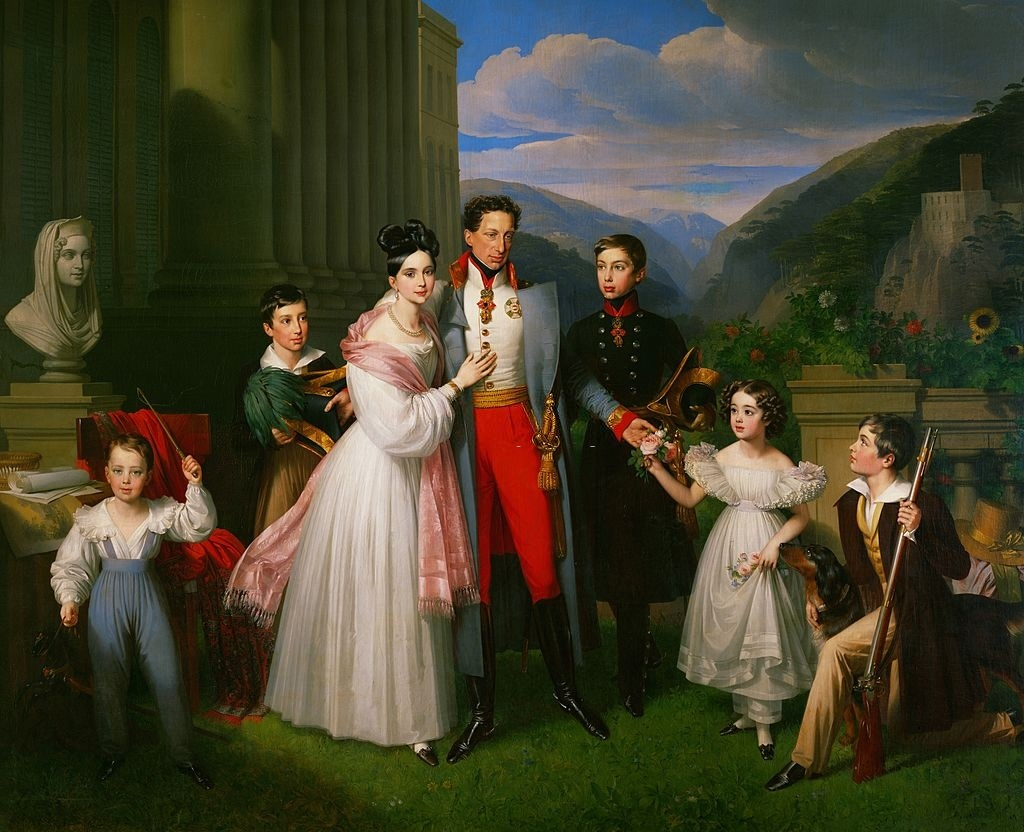
Károly főherceg családja körében

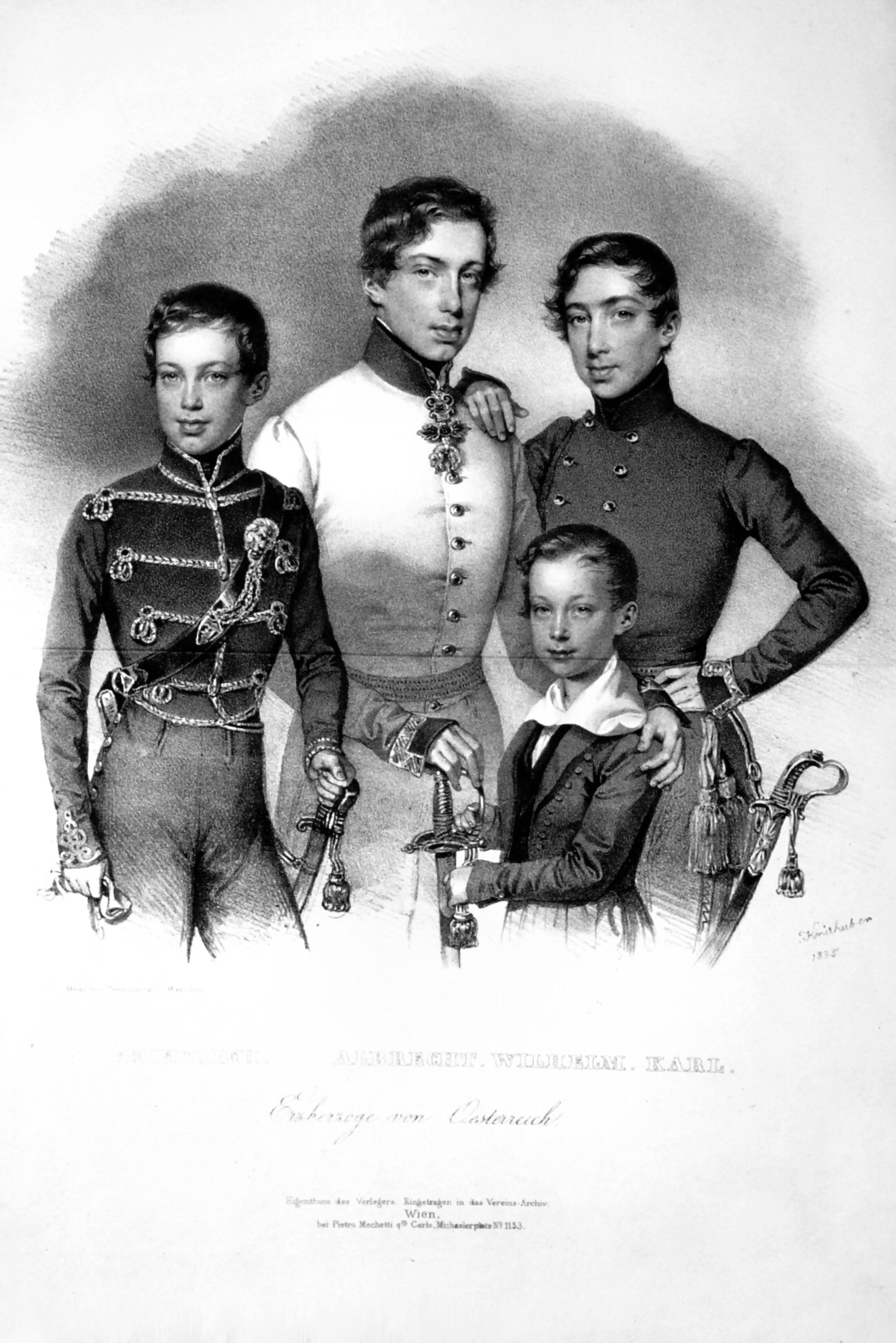
Károly főherceg fiai
(Frigyes, Albrecht, Vilmos és Károly Ferdinánd főhercegek)
Josef Kriehuber litográfiája.

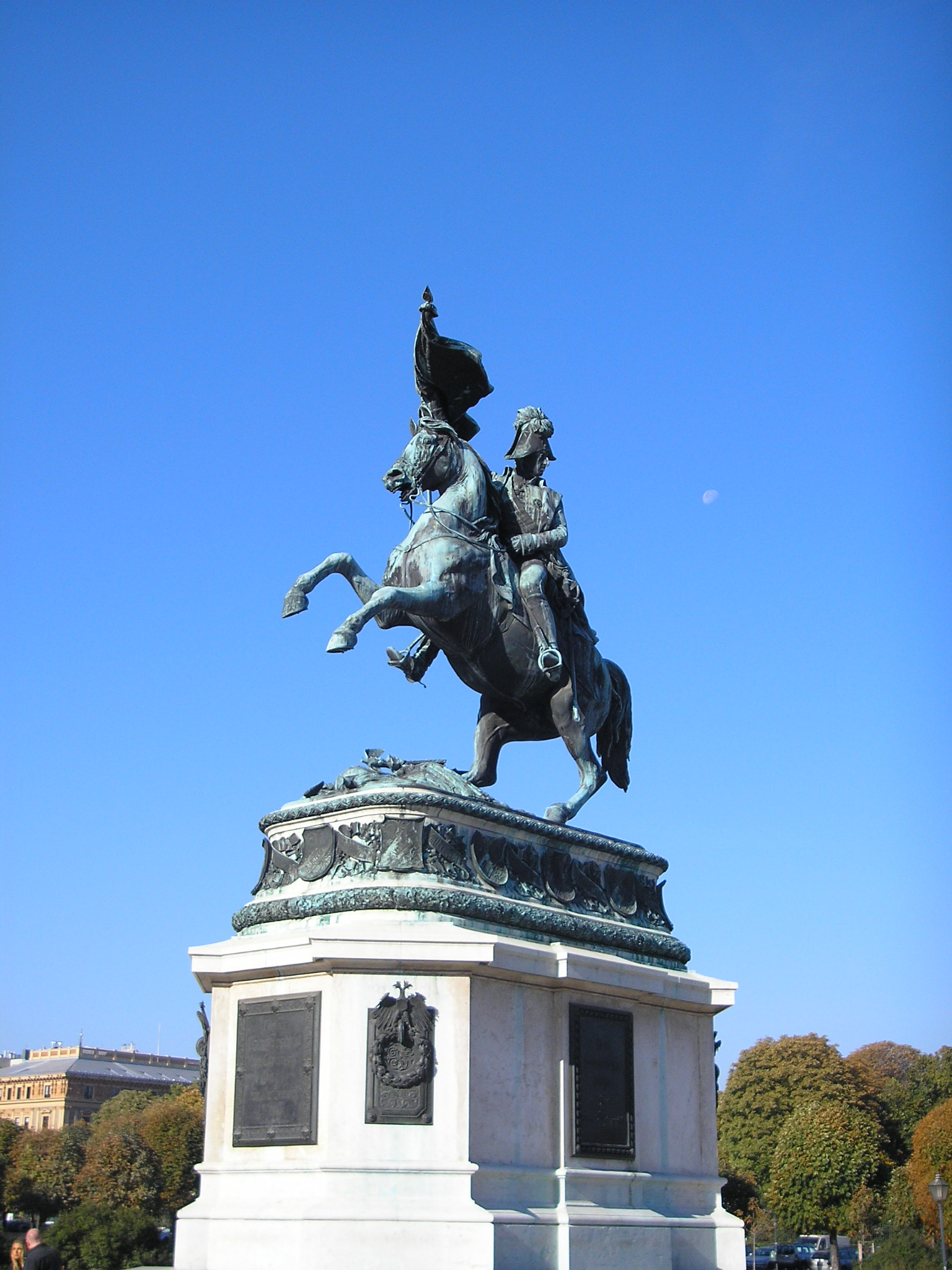
Károly főherceg lovasszobra a bécsi Heldenplatzon.

### Házassága, utódai
Az 1809. évi hadjárat után Károly főherceg visszavonult a magánéletbe. A bécsi kongresszus (1814–1815) után, 1815-től rövid időre elvállalta a mainzi erődítmény kormányzói tisztségét. Itt ismerkedett meg Henrietta Alexandrina nassau–weilburgi hercegnővel (Henriette Alexandrine Friederike Wilhelmine Prinzessin von Nassau-Weilburg, 1797–1829), Frigyes Vilmos nassau–weilburgi herceg (1768–1816) és Lujza Izabella kirchbergi várgrófnő (Burggräfin) leányával, akit 1815. szeptember 17-én feleségül vett. A menyasszony evangélikus vallású volt, és a házasság után sem tért át a római katolikus hitre, ami a szigorúan katolikus Habsburg-családban nagy megütközést keltett. A frigy boldognak bizonyult. A házaspárnak hét gyermeke született:
- Mária Terézia Izabella főhercegnő (1816–1867), aki később II. Ferdinánd nápoly–szicíliai király feleségeként Nápoly és Szicília királynéja lett.
- Albert (Albrecht) Frigyes főherceg (1817–1895), császári tábornagy, sikeres hadvezér, az Osztrák–Magyar Monarchia első főhadparancsnoka, Teschen második hercege.
- Károly Ferdinánd főherceg (1818–1874), akinek fiait Albert fogadta örökbe. Legidősebb fia, Frigyes főherceg tábornagy 1914-1917 között az Osztrák–Magyar Monarchia haderejének főparancsnoka lett.
- Frigyes Ferdinánd Lipót főherceg (1821–1847), a londoni szövetség Szíria elleni 1840-es hadjáratának hőse.
- Rudolf Ferenc főherceg (*/† 1822), születésekor meghalt.
- Mária Karolina Lujza Krisztina főhercegnő (1825–1915), aki az ifjabb Rainer (Ferdinánd) főherceghez (1827–1913), az id. Rainer (József) főherceg és Mária Erzsébet savoya–carignanói hercegnő fiához ment feleségül.
- Vilmos főherceg (1827–1894), aki később a császári-királyi tüzérség főfelügyelője lett.

1820-ban a főherceg Alsó-Ausztriában, a Baden melletti erdős vidéken belekezdett a Weilburg kastély építésébe, amely 1823-ban készült el. A főherceg családostul ideköltözött.
Felesége, Henrietta hercegné 1829. december 29-én meghalt, mindössze 32 éves korában, skarlát következtében, amelyet gyermekeitől kapott el. A bécsi kapucinusok templomában, a Habsburg-család kriptájában (Kapuzinergruft) temették el. Ő az egyetlen protestáns vallású családtag, aki itt nyugszik. A katolikus egyház tiltakozását Ferenc császár e szavakkal utasította el: „Ha életében közöttünk volt, legyen közöttünk holtában is”.

### Utolsó évei, emléke
Károly főherceg sok katonai tárgyú szakkönyvet írt. Munkái a 19. század legnagyobb katonai szaktekintélyei közé emelték. Hadvezéri érdemeiért az „asperni győzőt” I. Ferenc császár 1822-ben elismerte a Tescheni Hercegség örökösének, és Teschen első hercegének méltóságába emelte. Élete utolsó két évtizedét családja körében, visszavonultan töltötte, ebben valószínűleg szerepet játszott betegségének lassú elhatalmasodása is.
A főherceg-tábornagy 1847. április 30-án hunyt el Bécsben, 76 éves korában. Felesége közelében, a kapucinusok templomának Új Kriptájában temették el. 1860-ban a bécsi Hofburg előtt, a Heldenplatzon felállították lovasszobrát, Anton Dominik Fernkorn művét. A szobor igazi műszaki különlegessége, hogy az ágaskodó ló csak két hátsó lábán támaszkodik. (Egy másik ilyen „két lábon álló” lovasszobor csak Szentpéterváron áll, Nagy Péter orosz cárnak emelték).
Carrarai márványból faragott életnagyságú szobrát felállították a Hadvezérek csarnokában, a bécsi Hadtörténeti Múzeumban.

## Haditetteinek értékelése
Műveiben Károly főherceg mindenkor a védelem fontosságát hangsúlyozza, a kor katonai doktrínáinak megfelelően. A gyakorlatban csak akkor rendezkedett be védelemre, ha erre valóban szükség volt, de tudott merész támadó stratégiát is kidolgozni, és végrehajtani. Kiválóan átlátta a haderők mozgását, jól irányította csapatait, a zűrzavaros harctereken (Zürich, Würzburg) éppúgy, mint a tömeges támadásokban (Aspern, Wagram). Teljesítménye általánosságban hasonló a kortárs hadvezérekhez.
1796-ban kiemelkedő és szinte hibátlan hadjáratot vezetett. 1809-es wagrami vereségének fő okai is csak a franciák igen jelentős számbeli fölényében, és a szervezés alatt álló osztrák haderő felkészületlenségében kereshetők. Jogos kritika illeti őt az asperni csata utáni hat hetes tétlenségéért. Katonai szakíróként lefektetett doktrínái igen fontosak és meghatározóak. Merev taktikai nézetei azonban azt tükrözik, hogy számára a terület védelme, a stratégia pontok megtartása fontosabb cél volt, mint az ellenség megsemmisítése. A tartalékot a visszavonulás fedezésére tartotta fenn. Írásaiban mindenütt hangsúlyozza, hogy a hadvezér semmit se kockáztasson, csak ha saját hadserege teljes biztonságban van. (Ezt az elvet 1796-ban saját maga hagyta figyelmen kívül, és győzelmeket aratott).
A Károly főherceg által lefektetett katonai alapelvek hatással voltak Ausztria egész 19. századi hadviselésére. Ezek alapján készítették az 1848–49-es itáliai forradalmak elleni hadjárat haditervét, és ezekre épült az 1866-os porosz–osztrák–olasz háború védelmi terve is. Itáliában győzelem, Königgrätznél vereség származott e tervekből. Károly főherceg elmélete és hadvezetési gyakorlata a hadtörténelem egyik legnagyobb kontrasztját mutatja. Egyes esetekben irreális tervező, máskor kiemelkedő intellektusú, mozgékonyan ténykedő parancsnok, aki Napóleon tábornokaival szemben rettegett ellenfélnek bizonyult.
A csatatéren Károly főherceg teljesítménye Wellington hercegéhez (1769–1852) mérhető, hasonlóan konzervatívan gondolkodott, és kiváló hozzáértést mutatott. Wellington megítélése talán csak azért jobb, mert ő csak egyetlen alkalommal került szembe magával Napóleonnal, és akkor sem ő volt a szövetséges haderők egyszemélyi főparancsnoka. Károly viszont többször ütközött meg Napóleonnal, mint bármely másik harctéri parancsnok. A csaták során Károly megbízható, de kevés képzelőerőt mutató taktikája nem bizonyult hatékonynak. Az egyetlen asperni esetet kivéve, Károly nem tudta legyőzni a kiszámíthatatlan korzikait. Ennek ellenére Károly főherceget méltán számíthatjuk a napóleoni háborúk jelentős hadvezérei közé, Bonaparte Napóleonnal, Louis Nicolas Davout marsallal, Karl Philipp zu Schwarzenberg herceggel, Alekszandr Szuvorov tábornaggyal, Gebhard Leberecht von Blücher tábornaggyal és Wellington hercegével együtt.

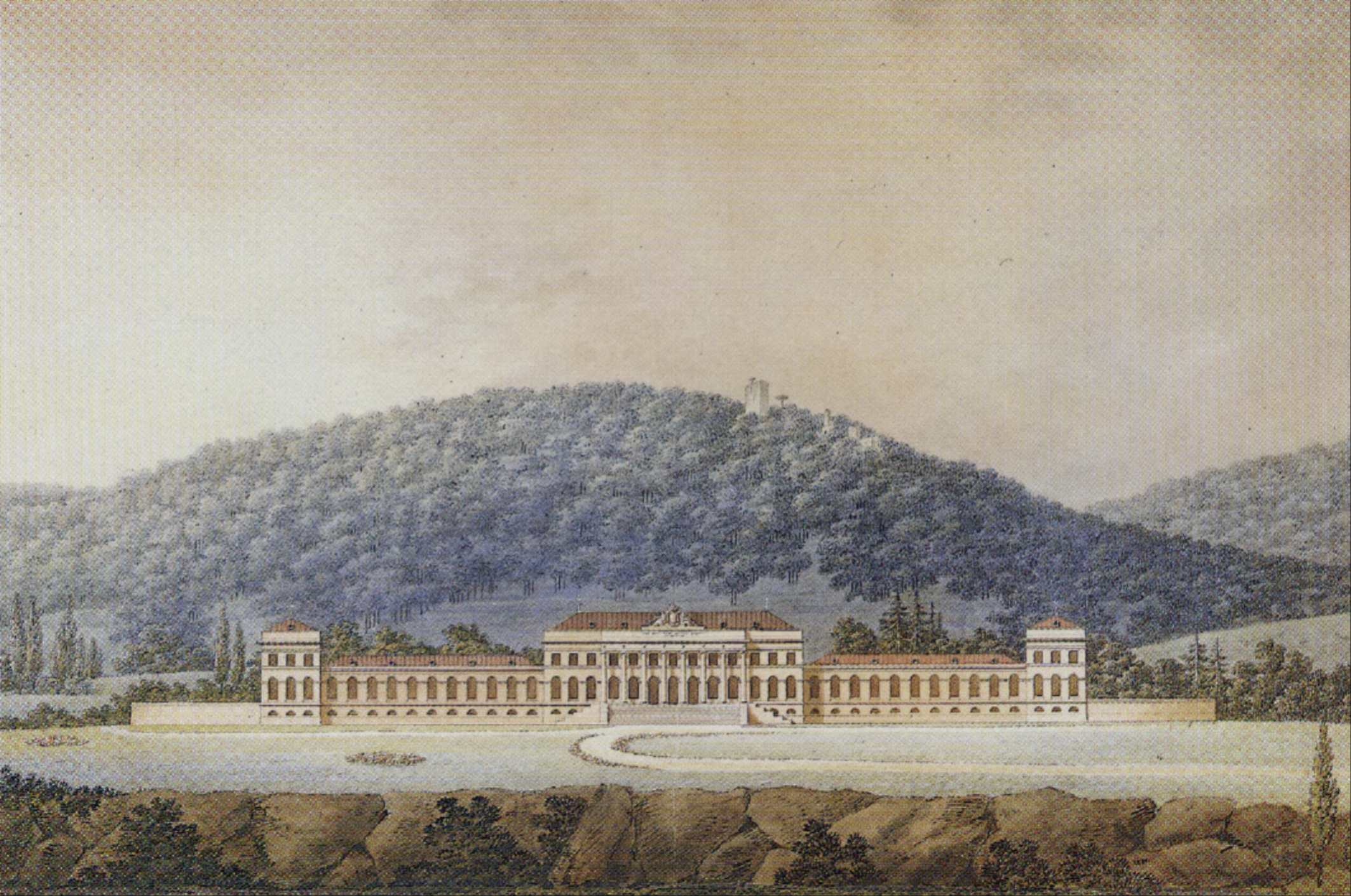
A Weilburg kastély (északi front), háttérben a Rauheneck vár romja (Joseph Kornhäusel festménye, 1820 k.)

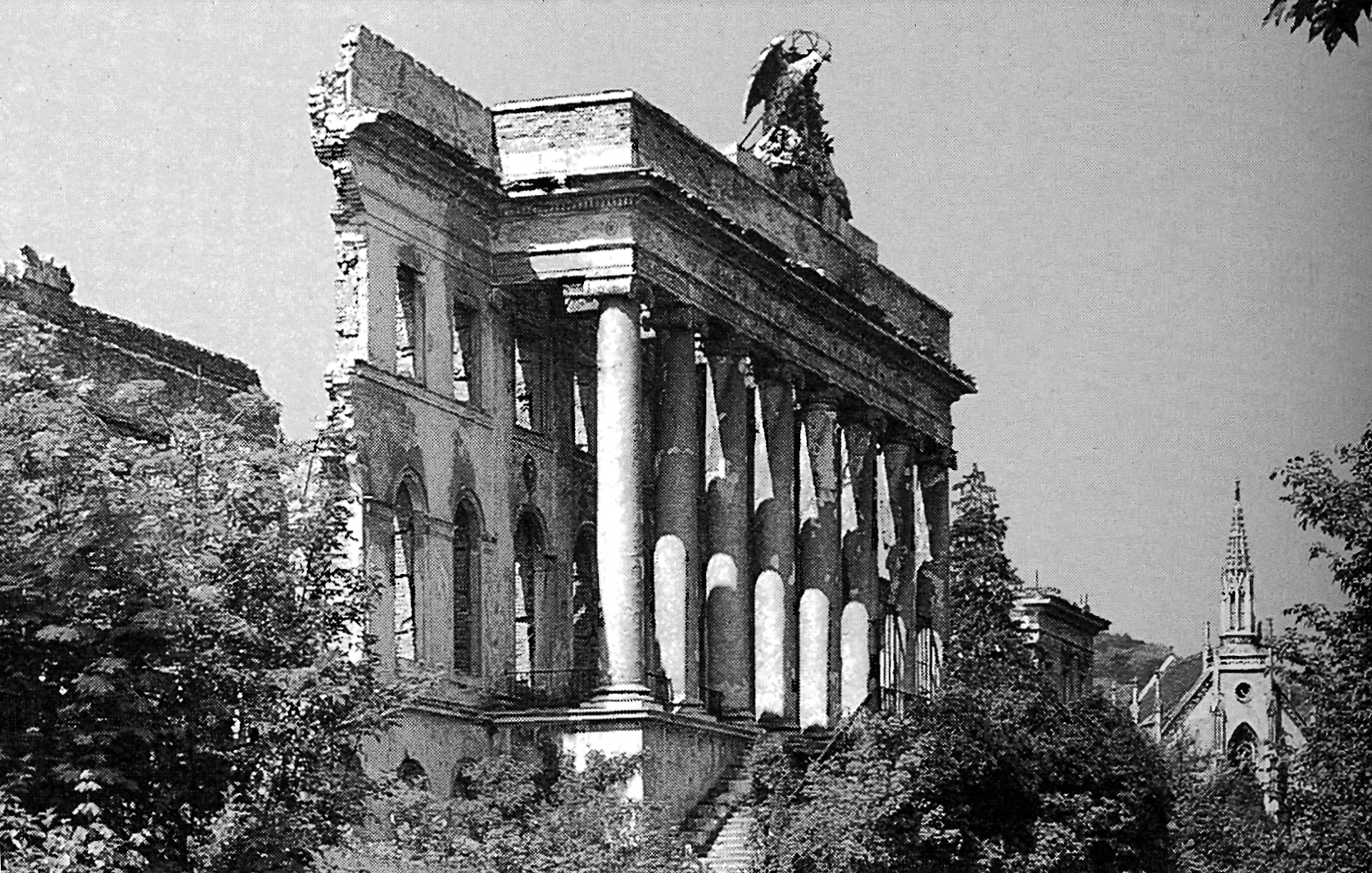
A Weilburg kastély romjai, 1964-es felrobbantásuk előtt

## Örökségének későbbi sorsa
Károly fia, Albert (Albrecht) főherceg (1817–1895) lett Teschen második hercege, a hatalmas birtok örököse. Apjához hasonlóan Albert is kimagasló katonai tehetség volt, hűséggel szolgálta császári unokaöccsét, Ferenc Józsefet. A Birodalom hadvezéreként 1846–1866 között háborús győzelmeket aratott, és nemzeti forradalmi megmozdulásokat vert le. A vesztes 1866-os porosz–osztrák háború után, 1867-ben kinevezték az Osztrák–Magyar Monarchia fegyveres erőinek főparancsnokává. Ha már 1866-ban kinevezték volna, Ausztriának nagyobb esélye lett volna a győzelemre.
Albertnek nem volt fia. 1874-ben, amikor Károly Ferdinánd meghalt, Albert örökbe fogadta öccsének elárvult fiait: Frigyest, Károly Istvánt és Jenőt. Az idős marsall-nagybácsi által nevelt fiúk tábornoki rangra emelkedtek, és magas parancsnoki beosztásokba jutottak a császári és királyi hadseregben. 1895. február 18-án, amikor Albert a dél-tiroli Arcóban elhunyt, az elsőszülött Frigyes főherceg örökölte Teschen (harmadik) hercegi címét és az összes hercegi birtokot.
A Baden mellett felépített Weilburg kastélyba 1916-ban az Osztrák–Magyar Monarchia haderő-főparancsnoksága költözött (A főhadiszállást I. Károly császár rendeletére költöztették át Teschenből.) Az első világháború után az osztrák köztársasági kormány meg akarta vásárolni gyermeküdülő céljaira, de tulajdonosa, Károly főherceg unokája, Frigyes főherceg elzárkózott ettől. 1945-ben a szovjet Vörös Hadsereg közeledésekor a kastélyban tűzvész tört ki, az épület teljesen leégett, romjait 1964-ben felrobbantották.

## Művei
- Grundsätze der Kriegskunst für die Generale (1806)
- Grundsätze der Strategie erläutert durch die Darstellung des Feldzugs 1796 (1814)
- Geschichte des Feldzugs von 1799 (1819)

## Külső hivatkozások
- A bécsi kapucinusok templomának Új Kriptája.
- Életrajzi adatai.
- Életrajza, pályája, haditettei.
- Családi, életrajzi adatai (The Peerage)

## Kapcsolódó irodalom
- Gonda Imre, Niederhauser Emil. A Habsburgok. Egy európai jelenség, 2. kiadás, Budapest: Gondolat Kiadó, 155-163. o. (1978). ISBN 963-280-714-6
- A.J.P. Taylor: A Habsburg Monarchia (The Habsburg Monarchy), 1809–1918, Scolar, Budapest, 2003 ISBN 963-9193-87-9
- Victor Bibl: Erzherzog Karl, Bécs–Lipcse, 1942
- Oskar Criste: Erzherzog Karl von Österreich (3 kötetes), Bécs–Lipcse, 1912
- J. Hirtenfeld: Österreichisches Militär-Konversationslexikon, Bécs, 1850
- Richard Reifenscheid: Die Habsburger, Graz-Bécs-Köln, 1982
- Johann Ritter von Rittersberg: Biographien der ausgezeichnetsten verstorbenen und lebenden Feldherrn der k. k. Österreichischen Armée, aus der Epoche der Feldzüge 1788–1821, Prága, 1828–1829
- C. von Wurzbach: Biographisches Lexikon des Kaisertums Österreich, Bécs. 1856–91
- Meyers Konversations-Lexikon, 4. kiadás, 1888–1890
- Österreichisches Biographisches Lexikon

| Habsburg–Tescheni Károly Lajos Habsburg–Lotaringiai-ház, tescheni ág Született: 1771. szeptember 5. Elhunyt: 1847. április 30. |                                               |                              |
| |                                               |                              |
| Előző Miksa Ferenc | Német Lovagrend 54. Nagymestere 1801 – 1804   | Következő Antal Viktor       |
| Előző Mária Krisztina és Albert Kázmér                                                                                         | Osztrák–Németalföld főkormányzója 1793 – 1794 | Következő francia megszállás |